# Río Betbeder
Río Betbeder är ett vattendrag i Chile.   Det ligger i regionen Región de Magallanes y de la Antártica Chilena, i den södra delen av landet, 2 300 km söder om huvudstaden Santiago de Chile.
Trakten runt Río Betbeder är nära nog obefolkad, med mindre än två invånare per kvadratkilometer.